# دنی ویسر
 دنی ویسر (انگلیسی: Danie Visser؛ زاده ۲۶ ژوئیهٔ ۱۹۶۱) یک تنیس‌باز اهل آفریقای جنوبی است.